# Château de Demoret
Le château de Demoret est un édifice situé à Trévol, en France.

## Localisation
Le château est situé sur le territoire de la commune de Trévol, dans le département de l'Allier, en  région Auvergne-Rhône-Alpes.

## Description
Le château de Demoret est un logis de style néogothique pourvu de douves. Un incendie en 1975 a anéanti la charpente en châtaignier, la totalité du deuxième étage et les combles qui comportaient en façade, outre un campanile sur la tour centrale, quatre lucarnes en bois sculpté. La hauteur de la toiture a dû être réduite de 4 m.

## Historique
Le château au XIVe siècle était le fief d'une famille de ce nom. Jean Demoret, chevalier, fut procureur général du Bourbonnais. En 1482, le seigneur de Demoret était Antoine de Montjournal, écuyer, conseiller et premier chambellan du cardinal de Bourbon. Il ne conserva pas longtemps le fief puisqu'en 1503, le nouveau seigneur en est Pierre de Bonnay, également seigneur de Bessay et de Bonnay[réf. souhaitée].
La famille Coiffier possédait la seigneurie de Demoret, ainsi que celle des Nonettes, au XVIIe siècle. Simon de Coiffier de Moret (1764-1826), auteur d'une Histoire du Bourbonnais et des Bourbons qui l'ont possédé, est encore le propriétaire de Demoret au début du XIXe siècle.